# Зириклы (Миякинский район)
Зириклы (баш. Ерекле) — деревня в Миякинском районе Республики Башкортостан Российской Федерации. Входит в состав Новокарамалинского сельсовета.

## География

### Географическое положение
Расположена на реке Киргиз-Мияки. 
Расстояние до:
- районного центра (Киргиз-Мияки): 13 км,
- центра сельсовета (Новые Карамалы): 8 км,
- ближайшей ж/д станции (Аксёново): 28 км.

## Население
| 2002 | 2009 | 2010 |
| ---- | ---- | ---- |
| 81   | ↗96  | ↘90  |

Национальный состав
Согласно переписи 2002 года, преобладающая национальность — чуваши (100 %).